# Tratatul de la Brest-Litovsk (Ucraina – Puterile Centrale)
Tratatul de la Brest-Litovsk dintre Ucraina și Puterile Centrale a fost un tratat de pace semnat la 9 februarie 1918, prin care era recunoscută existența Republicii Populare Ucrainene, aceasta acceptând, la rândul ei, protectoratul de facto al Germaniei și Austriei. Puterile Centrale nu anexau noua republică, dar aveau permisiunea să amplaseze trupe în Ucraina și își asigurau o importantă sursă de alimente. 
Tot la Brest-Litovsk avea să se semneze, în 3 martie 1918, Tratatul de la Brest-Litovsk dintre Rusia Bolșevică și Puterile Centrale.

## Obiective
Republica Populară Ucraineană
Rada Centrală ucraineană și-a exprimat dorința de pace cu puterile străine și recunoașterea internațională a existenței nou proclamatului stat independent. Cum reprezentanții Regatului Unit și Republicii Franceze au refuzat  să recunoască independența Ucrainei, considerată doar o regiune a unui important aliat, singura șansă a părut a fi negocierile cu Puterile Centrale. 
În 1 ianuarie 1918, delegația ucraineană condusă de Vsevolod Holubovici a sosit la Brest-Litovsk.

## Negocierile de pace
Negocierile de pace au fost inițiate de guvernul bolșevic rus pe 3  decembrie 1917. Delegația rusă era condusă de Lev Troțki (revoluționar originar din Ucraina). Între 22 – 26 decembrie, cele două delegații au ajuns la mai multe înțelegeri, pentru ca în 28 decembrie 1917 să fie semnat un armistițiu, care suspenda ostilitățile de-a lungul întregului front. Mai înainte de acest moment, bolșevicii ucraineni proclamaseră, în 17 decembrie 1917, înființarea unei republici sovietice ucrainene și formaseră un guvern cu sediul la Harkov. Semnarea tratatului de pace cu Puterile Centrale a fost amânată de către bolșevicii ruși în încercarea de obținere a acordului membrilor Antantei. 
În 12 ianuarie 1918 reprezentantul Puterilor Centrale, contele Ottokar Czernin, a recunoscut dreptul delegației Republicii Populare Ucrainene să participe la negocieri separate de pace, dar a respectat dorința reprezentantului maghiar, contele István Csáky, și a refuzat să accepte discuții în problemele Galiției și Lodomeriei, Bucovinei și Transcarpatiei. Czernin a acceptat însă pretențiile ucrainene asupra guberniei Holm și a regiunii Podlasia. Delegația bolșevică rusă, condusă de Troțki, a recunoscut, inițial, delegația independentă ucraineană (10 ianuarie). 

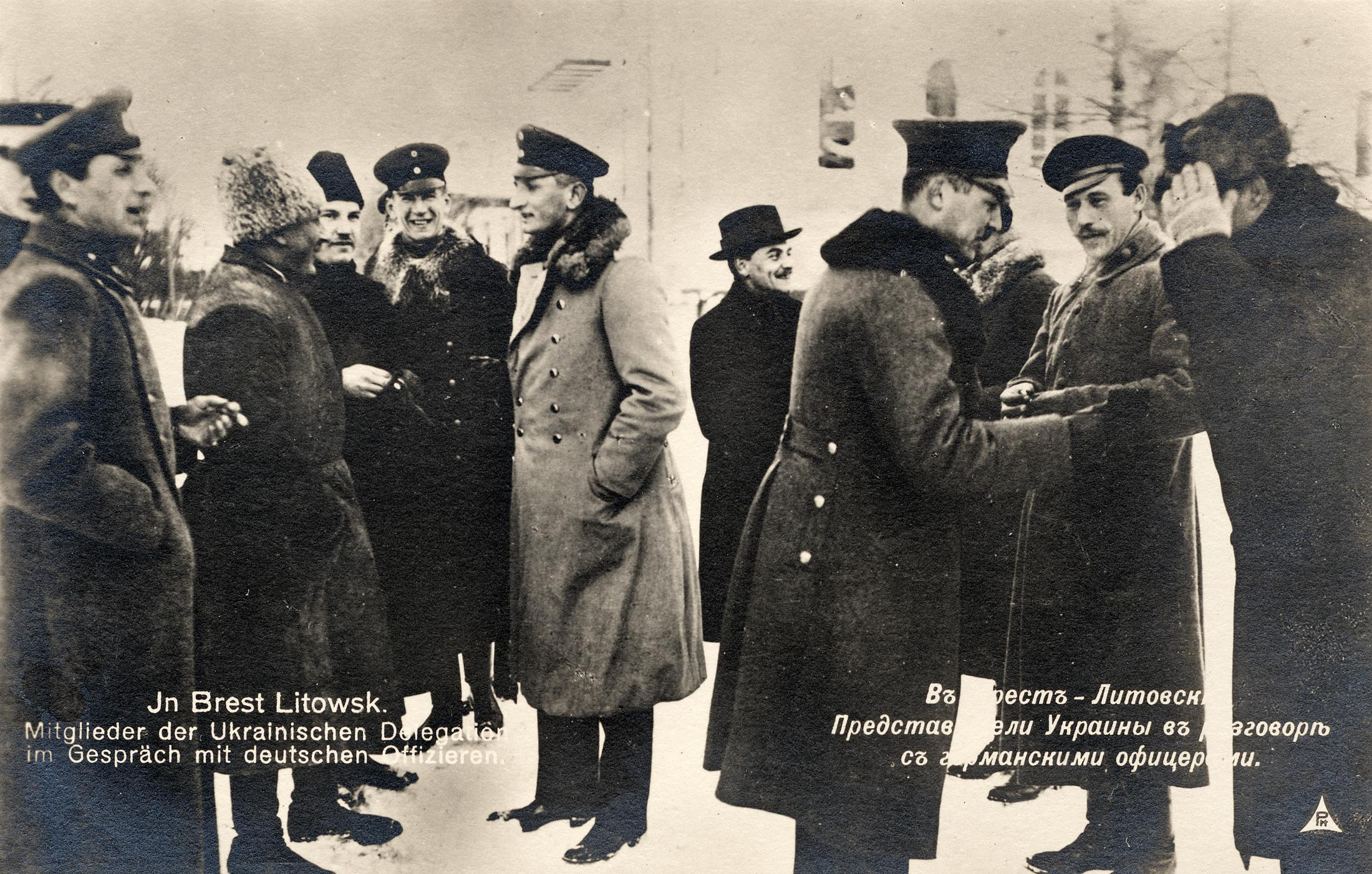
Delegații Republicii Populare Ucrainene și ai Puterilor Centrale în timpul unei pauze dintre două runde de negocieri, (Brest-Litovsk, februarie 1918)

Delegația ucraineană s-a reîntors, în 20 ianuarie 1918, la Kiev, unde Rada Centrală a proclamat, în 25 ianuarie, suveranitatea statului ucrainean (declarație antedatată pe 22 ianuarie). Imediat după acest eveniment, delegația ucraineană a plecat înapoi la Brest, având-o acum în frunte pe Oleksandr Sevriuk. Între timp, Republica Populară Ucraineană a trebuit să lupte împotriva rebeliunilor bolșevice, cea mai importantă fiind cea de la Arsenalul din Kiev. Responsabilii ucraineni au decis ca, în condițiile în care tânărul stat nu dispunea de unități militare regulate, să caute sprijinul puterilor străine. Pe de altă parte, situația Puterilor Centrale era, de asemenea, critică, în special pentru Austro-Ungaria, care trecea printr-o gravă criză alimentară. 
În 1 februarie, s-au alăturat negocierilor și delegații Ucrainei Sovietice conduși de Iuhim Medvediev și Vasili Șahrai. Reprezentanții Puterilor Centrale au continuat negocierile doar cu delegația Republicii Populare Ucrainene, considerată singura reprezentantă legitimă a poporului ucrainean. În timp ce Rada Centrală era obligată să părăsească Kievul și să abandoneze capitala în mâinile trupelor bolșevice, delegații la tratative au semnat, în noaptea de 9 – 10 februarie, actul care consfințea pacea dintre Ucraina și Puterile Centrale. Semnarea tratatului de pace s-a făcut în ciuda protestelor delegației bolșevicilor ucraineni. 

### Semnatarii tratatului
Republica Populară Ucraineană
Oleksandr Sevriuk (șeful delegației), Mikola Liubinski, Mikola Levițki și Serhii Ostapenko
Germania
Secretarul de stat pentru afacerile externe, Richard von Kühlmann și generalul Max Hoffmann
Austro-Ungaria
Ministrul afacerilor externe, Ottokar Czernin
Bulgaria
Premierul Vasil Radoslavov, ambasadorul bulgariei la Viena, Andrei Toșev, I. Stoianovici, T. Anastasov și colonelul P. Gancev
Imperiul Otoman
Marele vizir  Mehmed Talat, I. Hakki Pașa, A. Nessimi Bei și Ahmed İzzet Pașa 
Imediat după semnarea tratatului, Puterile Centrale au trimis în Ucraina o armată de 450.000 de oameni. După numai o săptămână, aproape toate trupele bolșevice fuseseră alungate, cu ușurință, din Ucraina, astfel că, la 2 martie 1918, Rada Centrală a putut să-și reia activitatea în Kiev.

## Prevederile tratatului de pace

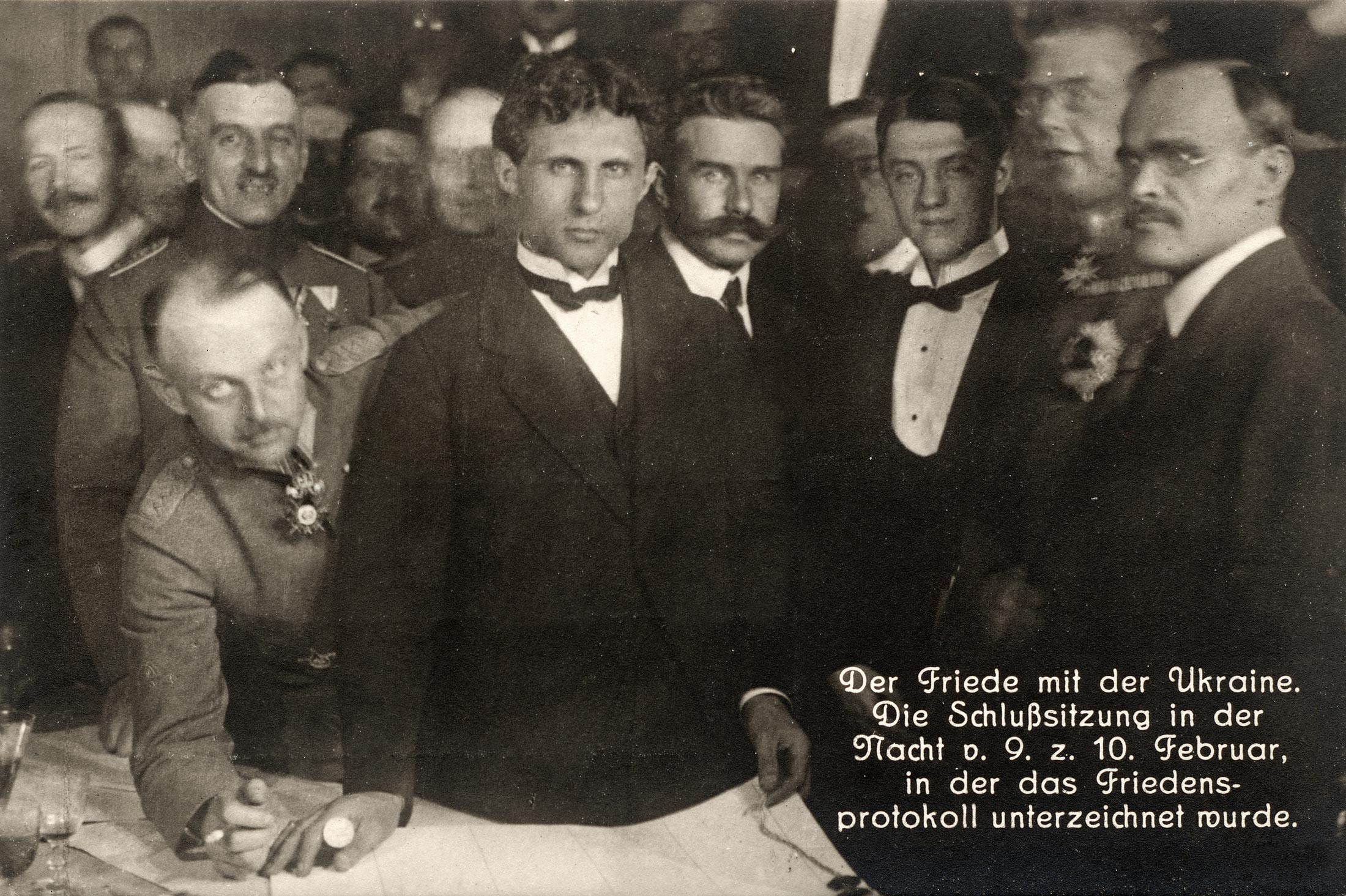
Semantarii tratatului de pace de la Brest-Litovsk: (de la stânga la dreapta) generalul Brinkmann, Mikola Liubinski, Mikola Levițki, Oleksandr Sevriuk, generalul Max Hoffmann și Serhii Ostapenko.

- Articolul 2 trata problema frontierelor.
  - În vest: frontiera austro-ungară – rusă din 1914, cu excluderea Galiției, care revenea Austriei,
  - În nord: o linie care trecea prin Tarnogród, Biłgoraj, Szczebrzeszyn, Krasnystaw, Radzyń Podlaski și Międzyrzec Podlaski (acum în Voievodatul Lublin –  Polonia), Sarnaki (azi în Voievodatul Masovian). Kamieneț și Prujani (azi în Belarus). Traseul exact al frontierei urma să fie stabilit pe teren de o comisie mixtă, pe baza compoziției etnice și dorinței locuitorilor.[4]

- Articolul 3 prevedea evacuarea regiunilor ocupate,
- Articolul 4 prevedea stabilirea de relații diplomatice între părțile semnatare,
- Articolul 5 stabilea renunțarea mutuală la reparațiile de război,
- Articolul 6 stabilea repatrierea prizonierilor de război,
- Articolul 7 stabilea regimul tarifelor și modalităților de plată și reluarea imediată a relațiilor economice și comerțului între părți[4],
- Articolul 8 reglementa schimbul de persoane civile internate și reînnoirea relațiilor publice și private.

Republica Populară Ucraineană și Austro-Ungaria au semnat, de asemenea, o înțelegere secretă cu privire la Galiția și Bucovina. Partea austro-ungară s-a angajat să unifice, până în 31 iulie 1918, într-un singur teritoriu al Coroanei toate regiunile din Galiția răsăriteană și Bucovina în care ucrainenii reprezentau majoritatea populației. În 4 iulie 1918 Austro-Ungaria a anulat această înțelegere, sub pretextul că partea ucraineană nu a livrat cantitățile de cereale pe care se obligase să le exporte prin tratatul de pace. Istoricii ucraineni presupun că această decizie a fost luată datorită presiunilor exercitate de Polonia.
Puterile Centrale au semnat, în 3 martie  1918, un al doilea tratat de pace la Brest-Litovsk cu Rusia Bolșevică. Rușii s-au obligat prin semnarea acestei păci să recunoască tratatul dintre Puterile Centrale și Ucraina Populară. De asemenea, Rusia s-a obligat să semneze fără întârziere un tratat de pace cu Ucraina și un tratat pentru trasarea frontierei comune, să-și retragă trupele de pe teritoriul ucrainean și să înceteze propaganda împotriva Republicii Populare Ucrainene.

## Urmări

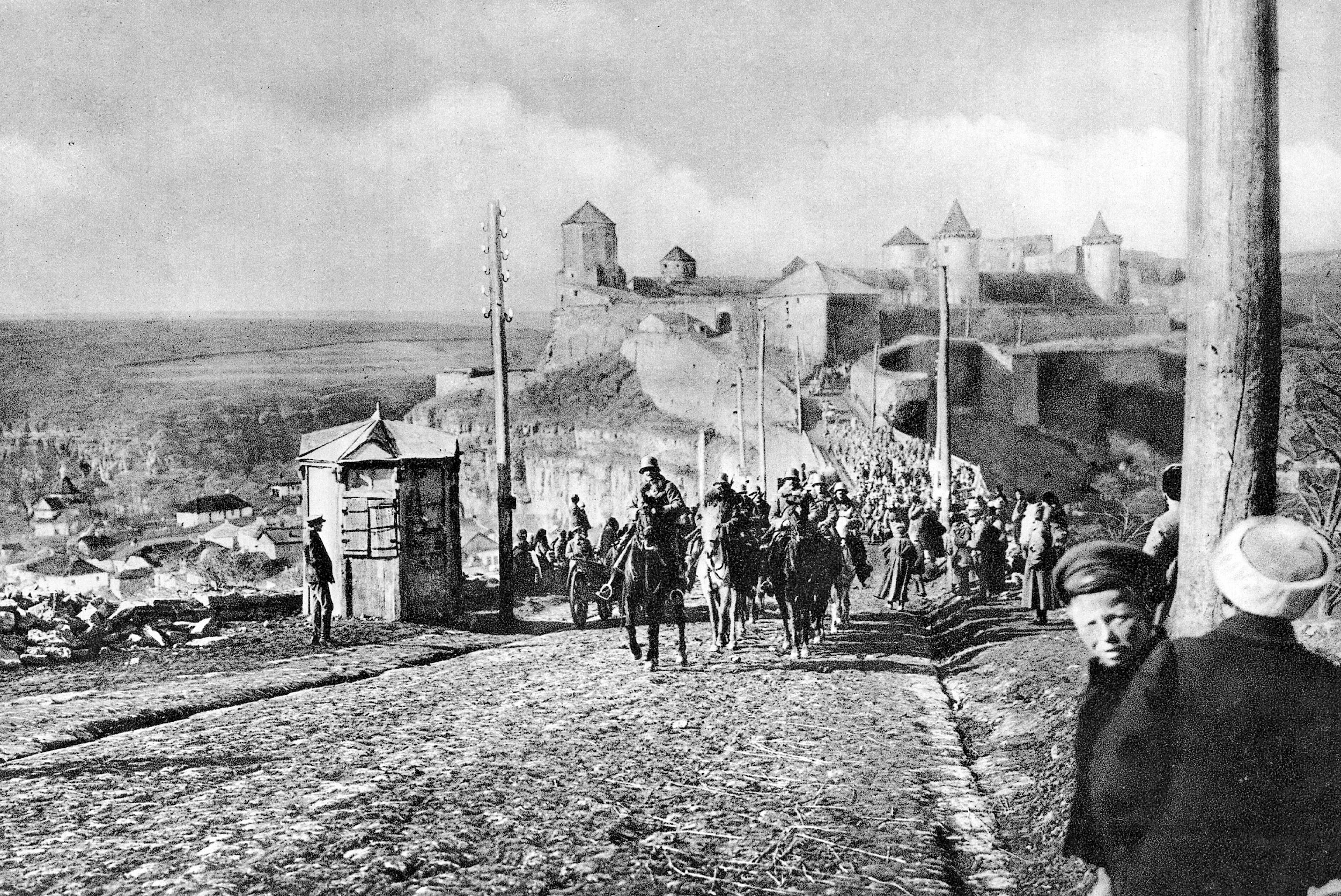
Intrarea trupelor maghiare în Camenița, după semnarea tratatului de la Brest-Litovsk

Semnarea tratatului a produs nemulțumirea polonezilor, în special a celor din Austro-Ungaria. Politicienii polonezi din parlamentul austriac au declanșat imediat proteste care au paralizat lucrările legislativului. Funcționarii publici polonezi din Austro-Ungaria au declanșat greve și în diferite orașe au avut loc demonstrații ale cetățenilor polonezi ai imperiului. Corpul Auxiliar Polonez (unitate militară din armata austro-ungară formată din etnici polonezi) a refuzat să mai execute ordinele austriecilor, iar,  după 15 februarie 1918, militarii polonezi au dezertat în masă și s-au alăturat forțelor poloneze implicate în luptele din Războiul Civil Rus. Deși guvernul austriac a încercat să anuleze unele dintre prevederile tratatului, relațiile polonezo-austriece au fost definitiv deteriorate. Politicienii polonezi moderați pro-austrieci și anti-independentiști au pierdut, practic, orice sprijin din partea publicului
După semnarea tratatului, Republica Populară Ucraineană s-a putut bucura de sprijinul militar germano-austriac în lupta pentru alungarea forțelor bolșevicilor din țară (februarie – aprilie 1918). În același timp, puterile Antantei au suspendat orice relație cu Ucraina. 
Situația din Ucraina s-a deteriorat rapid. Unitățile militare ale Puterilor Centrale invitate după semnarea tratatului să sprijine Ucraina din punct de vedere militar, au fost considerate în scurtă vreme „trupe de ocupație” de o bună parte a populației țării și de unii dintre politicienii ei de frunte. 
La sfârșitul lunii aprilie, comandantul suprem al forțelor germane în Ucraina, generalul Hermann von Eichhorn, a emis un ordin pentru judecarea în tribunalele militare germane a ucrainenilor care se făceau vinovați de lezarea intereselor germane în zonă. În continuarea măsurilor represive, germanii au dezarmat Divizia I ucraineană și s-a trecut la arestarea unor persoane care au criticat acțiunile germanilor, printre aceștia aflându-se și doi miniștri ai guvernului ucrainean. 
Lovitura finală aplicată Radei Centrale a fost dată de generalul Pavlo Skoropadski, care, în 29 aprilie, s-a autoproclamat hatman al Ucrainei.
În 16 aprilie 1922 a fost semnat Tratatul de la Rapallo între Republica de la Weimar și RSFS Rusă, prin care cele două state renunțau la toate pretențiile financiare și teritoriale asumate prin Tratatul de la Brest-Litovsk. 
Dezintegrarea Imperiului Austro-Ungar la sfârșitul anului 1918 a anulat, de facto, toate prevederile tratatului care îl priveau. Turcia a denunțat tratatul de la Brest-Litovsk prin semnarea unei noi înțelegeri cu RSS Ucraineană, în 1922. Se pare că doar Bulgaria nu a anulat tratatul și prevederile sale.